# Digital Photo Professional
Digital Photo Professional je rastrový grafický editor pro zpracování RAW souborů z digitálních zrcadlovek Canon EOS.